# Dahme (rivier)
De Dahme is een ongeveer 95 km lange zijrivier van de Spree, die ten zuidoosten van Berlijn in het Bundesland Brandenburg stroomt en gedeeltelijk ook door Berlijn zelf. De Dahme ontspringt bij de gelijknamige plaats Dahme en stroomt in noordelijke richting door de kleinere steden Golßen, Märkisch Buchholz en Königs Wusterhausen en mondt in de Berlijnse wijk Köpenick in de Spree.

## Naamgeving
De naam Dahme is volgens sommige auteurs mogelijk afgeleid van het Sorbische begrip Dembrowa, wat eik betekent. Andere auteurs menen dat de naam Dahme afkomstig is van een veel oudere, van een historische Germaanse bevolking afkomstige, naam, die waarschijnlijk donkere rivier betekent. Zulke oude namen werden vaak door de historische Germaanse bevolking doorgegeven aan latere Slavische volkeren.